# (69259) Savostyanov

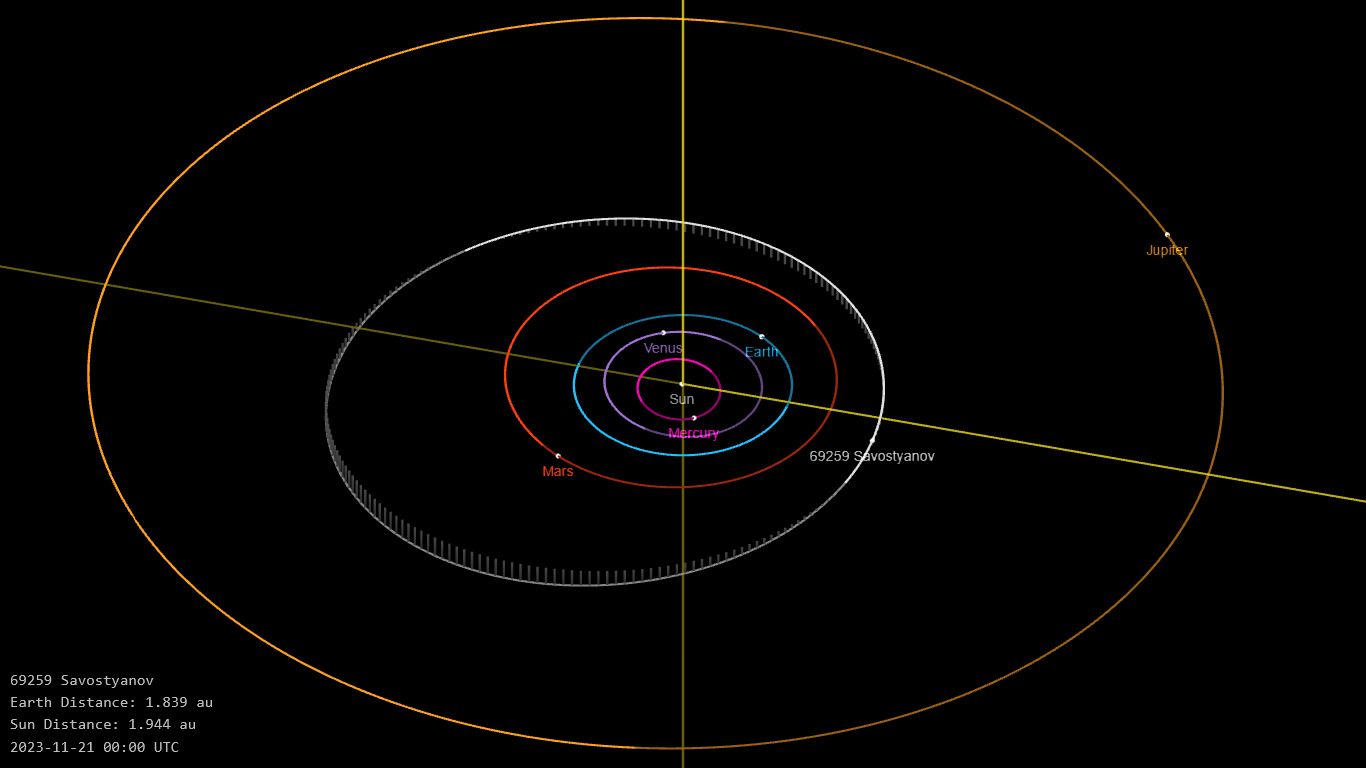
Orbite de l'astéroïde (69259) Savostyanov

(69259) Savostyanov est un astéroïde de la ceinture principale.

## Description
(69259) Savostyanov est un astéroïde de la ceinture principale. Il fut découvert le 18 septembre 1982 à Naoutchnyï par Nikolaï Tchernykh. Il présente une orbite caractérisée par un demi-grand axe de 2,57 UA, une excentricité de 0,29 et une inclinaison de 4,0° par rapport à l'écliptique.

## Compléments